# Peatomîkolaiivka, Onufriivka
Peatomîkolaiivka (în ucraineană П'ятомиколаївка) este un sat în comuna Mlînok din raionul Onufriivka, regiunea Kirovohrad, Ucraina.

## Demografie
Componența lingvistică a localității Peatomîkolaiivka
     Ucraineană (99,25%)
     Alte limbi (0,75%)
Conform recensământului din 2001, majoritatea populației localității Peatomîkolaiivka era vorbitoare de ucraineană (99,25%), existând în minoritate și vorbitori de alte limbi.